# Dorst (futebolista)
H. Dorst (1 de janeiro de 1900 - data de morte desconhecida) foi um futebolista indonésio. 

## Carreira
H. Dorst fez parte do elenco da histórica Seleção das Índias Orientais Holandesas que disputou a Copa do Mundo de 1938.

## Ligações Externas
- Perfil em FIFA.com (em inglês)